# Tennessee Ernie Ford
Tennessee Ernie Ford, geboren als Ernest Jennings Ford (Bristol, 13 februari 1919 - Reston, 17 oktober 1991) was een zanger en acteur.
Hij zong voornamelijk Country & Western, Pop- en Gospelmuziek.
Het bekendst is Tennessee Ernie Ford door zijn coverversie van het lied Sixteen Tons. Ook was hij de televisiepresentator van het programma College of Musical Knowledge en speelde in de serie I Love Lucy.
In de jaren 50, heeft Tennessee meer dan 50 singles uitgegeven. In 1990 werd hij opgenomen in de Country Music Hall of Fame en in 1994 in de Gospel Music Hall of Fame.